# Friends (Album)
Friends ist ein Album der US-Musikband The Beach Boys, das von Februar bis April 1968 aufgenommen wurde.

## Entstehungsgeschichte
Brian Wilson produzierte das Album zum größten Teil und sang bei vielen Songs die Leadstimme ein. Er schrieb gemeinsam mit den anderen Beach Boys die Songs. Dennis Wilson gab auf diesem Album sein Debüt als Songwriter. Little Bird und Be Still sind Gemeinschaftsarbeiten von Dennis Wilson und dem Lyriker Steve Kalinich. Kalinich arbeitete zuerst mit Dennis Wilson und später auch mit seinem Bruder Brian an vielen Songs, von denen aber nur wenige veröffentlicht wurden.
Während der Arbeiten an diesem Album war Mike Love in Indien, um gemeinsam mit Donovan und den Beatles eine Einführung in die Lehre der Transzendentalen Meditation zu erhalten. Nach seiner Rückkehr versuchte er, die anderen Bandmitglieder für diese Lehre zu begeistern, wobei sich alle, bis auf Dennis Wilson und Bruce Johnston, dafür empfänglich zeigten. Meant for you, Transcendental Meditation und Anne Lee, the Healer entstanden unter diesen Eindruck.
Eine anschließende Tour wurde wegen des Attentats auf Martin Luther King abgesagt, eine zweite mit dem Maharishi Mahesh Yogi im Vorprogramm wurde ein finanzieller Misserfolg.

## Rezeption
Friends verkaufte sich in den USA mäßig. Es kam nicht in die Top 100 der Billboard-Charts und stieg nicht höher als Platz #126, nach 10 Wochen war es aus den Charts verschwunden. Das Album zählt eher zu den ruhigeren der Beach Boys und wurde von Publikum und Kritik weitestgehend ignoriert. In den britischen Charts platzierte es sich recht gut und stieß es auf Platz #13 vor.
Trotz des mäßigen Erfolges bezeichnet Brian Wilson Friends heute als eines seiner Lieblingsalben: „Pet Sounds is by far my very best album. Still, though, my favorite is Friends.“ („Pet Sounds ist bei weitem mein bestes Album. Trotzdem ist mein Lieblingsalbum Friends.“)

## Titelliste
1. Meant for You (Brian Wilson/Mike Love) – 0:38
2. Friends (Brian Wilson/Carl Wilson/Dennis Wilson/Al Jardine) – 2:30
3. Wake the World (Brian Wilson/Al Jardine) – 1:28
4. Be Here in the Mornin’ (Brian Wilson/Carl Wilson/Dennis Wilson/Mike Love/Al Jardine) – 2:16
5. When a Man Needs a Woman (Brian Wilson/Carl Wilson/Dennis Wilson/Al Jardine/Jon Parks/Korthof) – 2:06
6. Passing By (Brian Wilson) – 2:23
7. Anna Lee, the Healer (Brian Wilson/Mike Love) – 1:51
8. Little Bird (Dennis Wilson/Steve Kalinich) – 1:57
9. Be Still (Dennis Wilson/S. Kalinich) – 1:22
10. Busy Doin’ Nothin’ (Brian Wilson) – 3:04
11. Diamond Head (Vexcazo/Ritz/Ackley/Brian Wilson) – 3:37
12. Transcendental Meditation (Brian Wilson/Mike Love/Al Jardine) – 1:49

### Songinfos
Das Titellied war die einzige Singleauskopplung des Albums. Sie erreichte Platz 47 der Charts und wurde damit zu der schlechtest platzierten Single (abgesehen von den Platzierungen der B-Seiten) der Beach Boys seit 1962. Das Lied handelt von der gemeinsamen Vergangenheit der Beach Boys und ist ein Walzer. Im Berklee College of Music wurde das Lied als Beispiel genommen, um den Studierenden zu zeigen, wie Songs im 3/4-Takt komponiert werden.
Wake the World war das erste Lied, das Al Jardine und Brian Wilson zusammen geschrieben haben.
Be Here in the Morning beinhaltet eine Strophe, welche mit der Falsettstimme gesungen wird.
Bei unsauberem Hinhören könnte man meinen, diese komme von Brian Wilson der normalerweise diese Stimme benutzte, allerdings entstammt die Lead-Stimme in diesem Stück von Alan Jardine, dessen Gesang beschleunigt wurde.
Die Zeile „No calls from Korthof, Parks or Grillo“ bezieht sich auf Brians Cousin Steve Korthof (außerdem zeitweise Wilsons persönlicher Assistent), den Tour-Manager Jon Parks und Nick Grillo, Rechtsanwalt und Manager der Beach Boys.
Little Bird ist das erste Lied, das Dennis Wilson geschrieben hat und das veröffentlicht wurde. Der Text stammt von seinem Freund und Lyriker Stephen Kalinich. Es handelt von einem Vogel den Dennis von einem Fenster aus betrachtete. Laut Kalinich ist die Bridge des Liedes aus der Feder von Brian Wilson.
Busy Doin’ Nothin’ ist ein Bossa Nova. Das Lied ist autobiografisch und beschreibt einen Tag im Leben von Brian Wilson. Das Lied enthält eine recht vage Beschreibung des Weges zu Brian Wilsons Anwesen in Bel Air, auch der Startpunkt fehlt.
Diamond Head entstammte einer Session von Brian Wilson mit seinen Studiomusikern die auch in den Credits genannt sind. Während der Neuaufnahmen zu Brian Wilson presents Smile kam das Gerücht auf, dass dieses Stück ein Smile-Schnipsel sei.
Transcendental Meditation handelt von der transzendentalen Meditation. Einige Beach Boys, vor allem Mike Love und Al Jardine, waren schon länger Anhänger dieser Meditationsform. Sie griffen auf späteren Alben auch dieses Thema immer wieder auf (etwa All this is that, He came down, TM Song usw.).